# Putting away of Books and Images Act 1549
Putting away of Books and Images Act 1549 var en engelsk parlamentsakt, som godkändes 1549 och infördes 1 februari 1550. Det var en del av reformationen i England. Den igångsatte en protestantiska ikonoklasm i England. 
Akten förbjöd alla religiösa böcker utom den godkända bibelöversättningen, och pålade alla medborgare den religiösa plikten att förstöra alla skulpturer och bilder som var föremål för religiös dyrkan, samtidigt som den gjorde det straffbart för varje medborgare att förhindra en sådan förstörelse. Akten igångsatte därför en bildstorm i England. 